# 3140 Стеллафанне
3140 Стеллафанне (3140 Stellafane) — астероїд головного поясу, відкритий 9 січня 1983 року.
Тіссеранів параметр щодо Юпітера — 3,210.